# Alfred Orel
Alfred Orel (Vienne, 3 juillet 1889 – Vienne, 11 avril 1967) est un musicologue autrichien.

## Biographie
Alfred Orel étudie d'abord à la faculté de droit, puis travaille dans les services de conception du ministère des Finances. Son deuxième sujet d'études est la musicologie, où il obtient une habilitation en 1922. De 1918 à 1940, il est directeur de la collection musicale de la Bibliothèque municipale de Vienne. De 1940 à 1945, il est au Conseil d'administration de la l'Institut de musicologie de Vienne. 
Orel est impliqué en tant qu'éditeur dans les Denkmäler der Tonkunst in Österreich (Monuments de l'art musical autrichien) DTÖ et connu pour l'édition de la neuvième symphonie de Bruckner (1934). Il publie également d'autres œuvres de Mozart, Haendel et Schubert ; la correspondance de Johannes Brahms avec le photographe et écrivain Julius Allgeyer. Les lettres de Bruckner (1953), des documents sur Brahms, Schubert, Beethoven, Hugo Wolf (1947).
Il est enterré au Cimetière de Döbling (38-7-6) à Vienne.